# Jonathan A. Ellman
Jonathan Anthony Ellman (* 1962 in Los Angeles, Kalifornien) ist ein amerikanischer Biochemiker und Pharmakologe. Er lehrt und forscht an der Yale University und beschäftigt sich vorrangig mit der Synthese organischer Verbindungen, insbesondere mittels C-H-Aktivierung und asymmetrischer Synthese.

## Leben und Werk
Jonathan A. Ellman erwarb 1984 den Bachelor in Chemie am Massachusetts Institute of Technology, bevor er an die Harvard University wechselte und dort im Jahre 1989 unter David Evans zum Ph.D. promoviert wurde. Seine Dissertation hatte den Titel The asymmetric synthesis of nonproteinogenic a-amino acids and peptides. Anschließend kehrte er in seine Heimat Kalifornien zurück, wo er drei Jahre als Post-Doc an der University of California, Berkeley unter Peter G. Schultz arbeitete. An der UC Berkeley stieg er 1992 zum Assistenzprofessor auf und wurde dort 1999 ordentlicher Professor of Chemistry, während er zur gleichen Zeit die Position des Professor of Cellular and Molecular Pharmacology an der University of California, San Francisco übernahm. Beide Professuren hatte Ellman elf Jahre inne, bis er 2010 an die Yale University wechselte und dort seither Professor of Pharmacology sowie Eugene Higgins Professor of Chemistry ist.

## Wissenschaftliches Schaffen
Ellman befasst sich hauptsächlich mit der Synthese neuer organischer Verbindungen und deren pharmakologischen Eigenschaften. Besondere Schwerpunkte stellen dabei die C-H-Aktivierung und die asymmetrische Synthese von Aminen dar. Zudem entwickelte seine Arbeitsgruppe das Substrate Activity Screening (SAS), eine Methode, um Enzym-Inhibitoren besser zu detektieren. Bisher veröffentlichte er etwa 300 wissenschaftliche Artikel.
Zudem war bzw. ist Ellman als Mitherausgeber an der Veröffentlichung mehrerer Fachzeitschriften beteiligt, darunter das Journal of Combinatorial Chemistry (1998–2008), Organic Syntheses (2003–2011) sowie Chemical Biology & Drug Design (seit 2005). 

## Ehrungen
Ellman war Sloan Research Fellow und erhielt im Jahre 2003 den Scheele-Preis der schwedischen pharmazeutischen Gesellschaft. 2006 wurde er in die American Association for the Advancement of Science gewählt, bevor 2010 der Pedler Award der Royal Society of Chemistry folgte. 2015 folgte die Aufnahme in die American Academy of Arts and Sciences. Zudem wurde er im gleichen Jahr von Thomson Reuters als Highly Cited Researcher in der Kategorie Chemie genannt. Für 2021 wurde Ellman der American Chemical Society Award for Creative Work in Synthetic Organic Chemistry zugesprochen. 2025 wurde Ellman zum Mitglied der National Academy of Sciences gewählt.